# Jenista Clark
Jenista Clark (* 31. Oktober 1988 in Norwalk, Iowa) ist eine US-amerikanische Fußballspielerin.

## Werdegang
Jenista Clark spielte in den Vereinigten Staaten für mehrere Vereine und dem Women Soccer Team Warriors, der Norwalk High School. An der Universität in Minnesota studierte sie und spielte für deren Women Soccer Team der Universität, den Minnesota Golden Gophers bis zum Februar 2011. Im März 2011 schloss sie sich dem Profiklub Sky Blue FC an, einem Verein der ehemaligen WPS, wo sie nur zu zwei Einsätzen kam und den Verein im September 2011 wieder verließ.
Im Januar 2012 wechselte sie nach Deutschland und schloss sich dem Bundesligisten 1. FC Lok Leipzig an und gab am 26. Februar 2012 gegen den 1. FFC Frankfurt ihr Debüt in der Bundesliga. Bereits nach einem halben Jahr wechselte sie zur neuen Saison zum Ligarivalen SC Freiburg. Am 19. März 2015 wurde vom 1. FFC Frankfurt bekannt gegeben, dass Clark einen Zweijahresvertrag unterzeichnet hat und ab Sommer 2015 in der Main-Metropole spielen wird. Nach rund einem halben Jahr und 6 Bundesliga-Spielen, sowie 2 Champions League spielen für den 1. FFC Frankfurt, löste sie am 1. Februar 2016 ihren Vertrag in Frankfurt auf. Einen Tag später, unterschrieb Clark beim SC Freiburg. Nach 10 Spielen in der Rückrunde für Freiburg löste sie am 11. Juli 2016 ihren Vertrag auf und kehrte in die USA zurück.